# Плосконосая четырёхсемиугольная мозаика
| Плосконосая четырёхсемиугольная мозаика | Плосконосая четырёхсемиугольная мозаика                         |
| --------------------------------------- | --------------------------------------------------------------- |
|                                         |                                                                 |
| Тип                                     | Однородная гиперболическая мозаика                              |
| Конфигурация вершины                    | 3.3.4.3.7                                                       |
| Символ Шлефли                           | sr{7,4} или {\displaystyle s{\begin{Bmatrix}7\\4\end{Bmatrix}}} |
| Символ Витхоффа                         | \| 7 4 2                                                        |
| Симметрии                               | [7,4]+, (742)                                                   |
| Диаграммы Коксетера — Дынкина           | node_h · 7 · node_h · 4 · node_h                                |
| Двойственные соты                       | Цветочная пятиугольная мозаика порядка 7-4                      |
| Свойства                                | изогональная, хиральная                                         |

Плосконосая четырёхсемиугольная мозаика — это однородная мозаика на гиперболической плоскости. 
Её символ Шлефли sr{7,4}.

## Изображения
Рисунок в виде хиральной пары, рёбра между чёрными треугольниками не нарисованы:

## Двойственная мозаика
Двойственная мозаика называется Цветочная пятиугольная мозаика порядка 7-4, 
определённой конфигурацией грани V3.3.4.3.7.

## Связанные многогранники и мозаики
Плосконосая четырёхсемиугольная мозаика является  шестой в ряду плосконосых многогранников и мозаик с конфигурацией вершины 3.3.4.3.n.
| 4n2 симметрии плосконосых мозаик: 3.3.4.3.n | 4n2 симметрии плосконосых мозаик: 3.3.4.3.n | 4n2 симметрии плосконосых мозаик: 3.3.4.3.n | 4n2 симметрии плосконосых мозаик: 3.3.4.3.n | 4n2 симметрии плосконосых мозаик: 3.3.4.3.n | 4n2 симметрии плосконосых мозаик: 3.3.4.3.n | 4n2 симметрии плосконосых мозаик: 3.3.4.3.n | 4n2 симметрии плосконосых мозаик: 3.3.4.3.n | 4n2 симметрии плосконосых мозаик: 3.3.4.3.n |
| Симметрия 4n2                               | Сферическая                                 | Сферическая                                 | Евклидова                                   | Компактная гиперболическая                  | Компактная гиперболическая                  | Компактная гиперболическая                  | Компактная гиперболическая                  | Paracomp.                                   |
| Симметрия 4n2                               | 242                                         | 342                                         | 442                                         | 542                                         | 642                                         | 742                                         | 842                                         | ∞42                                         |
| ------------------------------------------- | ------------------------------------------- | ------------------------------------------- | ------------------------------------------- | ------------------------------------------- | ------------------------------------------- | ------------------------------------------- | ------------------------------------------- | ------------------------------------------- |
| Плосконосые мозаики                         |                                             |                                             |                                             |                                             |                                             |                                             |                                             |                                             |
| Конфиг.                                     | 3.3.4.3.2                                   | 3.3.4.3.3                                   | 3.3.4.3.4                                   | 3.3.4.3.5                                   | 3.3.4.3.6                                   | 3.3.4.3.7                                   | 3.3.4.3.8                                   | 3.3.4.3.∞                                   |
| Гиро- мозаики                               |                                             |                                             |                                             |                                             |                                             |                                             |                                             |                                             |
| Конфиг.                                     | V3.3.4.3.2                                  | V3.3.4.3.3                                  | V3.3.4.3.4                                  | V3.3.4.3.5                                  | V3.3.4.3.6                                  | V3.3.4.3.7                                  | V3.3.4.3.8                                  | V3.3.4.3.∞                                  |

| Однородные семиугольные/квадратные мозаики | Однородные семиугольные/квадратные мозаики | Однородные семиугольные/квадратные мозаики | Однородные семиугольные/квадратные мозаики | Однородные семиугольные/квадратные мозаики | Однородные семиугольные/квадратные мозаики | Однородные семиугольные/квадратные мозаики | Однородные семиугольные/квадратные мозаики | Однородные семиугольные/квадратные мозаики | Однородные семиугольные/квадратные мозаики | Однородные семиугольные/квадратные мозаики | Однородные семиугольные/квадратные мозаики |
| Симметрия: [7,4], (*742)                   | Симметрия: [7,4], (*742)                   | Симметрия: [7,4], (*742)                   | Симметрия: [7,4], (*742)                   | Симметрия: [7,4], (*742)                   | Симметрия: [7,4], (*742)                   | Симметрия: [7,4], (*742)                   | [7,4]+, (742)                              | [7+,4], (7*2)                              | [7,4,1+], (*772)                           |                                            |                                            |
| node_1 · 7 · node · 4 · node               | node_1 · 7 · node_1 · 4 · node             | node · 7 · node_1 · 4 · node               | node · 7 · node_1 · 4 · node_1             | node · 7 · node · 4 · node_1               | node_1 · 7 · node · 4 · node_1             | node_1 · 7 · node_1 · 4 · node_1           | node_h · 7 · node_h · 4 · node_h           | node_h · 7 · node_h · 4 · node             | node · 7 · node · 4 · node_h               |                                            |                                            |
| ------------------------------------------ | ------------------------------------------ | ------------------------------------------ | ------------------------------------------ | ------------------------------------------ | ------------------------------------------ | ------------------------------------------ | ------------------------------------------ | ------------------------------------------ | ------------------------------------------ | ------------------------------------------ | ------------------------------------------ |
|                                            |                                            |                                            |                                            |                                            |                                            |                                            |                                            |                                            |                                            |                                            |                                            |
| {7,4}                                      | t{7,4}                                     | r{7,4}                                     | 2t{7,4}=t{4,7}                             | 2r{7,4}={4,7}                              | rr{7,4}                                    | tr{7,4}                                    | sr{7,4}                                    | s{7,4}                                     | h{4,7}                                     |                                            |                                            |
| Однородные двойственные                    |                                            |                                            |                                            |                                            |                                            |                                            |                                            |                                            |                                            |                                            |                                            |
| node_f1 · 7 · node · 4 · node              | node_f1 · 7 · node_f1 · 4 · node           | node · 7 · node_f1 · 4 · node              | node · 7 · node_f1 · 4 · node_f1           | node · 7 · node · 4 · node_f1              | node_f1 · 7 · node · 4 · node_f1           | node_f1 · 7 · node_f1 · 4 · node_f1        | node_fh · 7 · node_fh · 4 · node_fh        | node_fh · 7 · node_fh · 4 · node           | node · 7 · node · 4 · node_fh              |                                            |                                            |
|                                            |                                            |                                            |                                            |                                            |                                            |                                            |                                            |                                            |                                            |                                            |                                            |
| V74                                        | V4.14.14                                   | V4.7.4.7                                   | V7.8.8                                     | V47                                        | V4.4.7.4                                   | V4.8.14                                    | V3.3.4.3.7                                 | V3.3.7.3.7                                 | V77                                        |                                            |                                            |

## Смотрите также
- Квадратная мзаика
- Мозаики из выпуклых правильных многоугольников на евклидовой плоскости
- Список однородных мозаик на евклидовой плоскости
- Список правильных многомерных многогранников и соединений